# Чечёра (приток Яузы)
Чечёра (Чечора, Чечера, Ольховка) — правый приток реки Яузы. Длина около 4 км, полностью заключена в подземный коллектор. Исток — к северу от Ярославского вокзала. Протекает с севера на юг, вдоль Нижней Красносельской, Доброслободской улиц и Елизаветинского переулка (южнее Денисовского переулка — непосредственно под проезжими частями). Современное устье — чуть ниже плотины Сыромятнического гидроузла.

## Происхождение названия
По одной версии гидроним объясняется из русского географического апеллятива «чечёра» — старое русло реки, ставшее болотом, болотистым оврагом; болото (Смолицкая, 1997). Однако подобные гидронимы известны в Поочье: река Чичера (Чичаровка) в верховьях Протвы; реки Чичерка, Чичерлейка, озеро Чичерское в нижнем правобережном Поочье; река Чечора — приток Оки в Тульской области. Эти гидронимы нетипичны для славян и находятся в области балтийских или финно-угорских языков, распространённых здесь до славянской колонизации, поэтому они могут происходить из этих языков. Филолог В. Н. Топоров (1972, 1982) отмечает их балтийские соответствия: лит. Cicirys, латыш. Ciecere.

## История

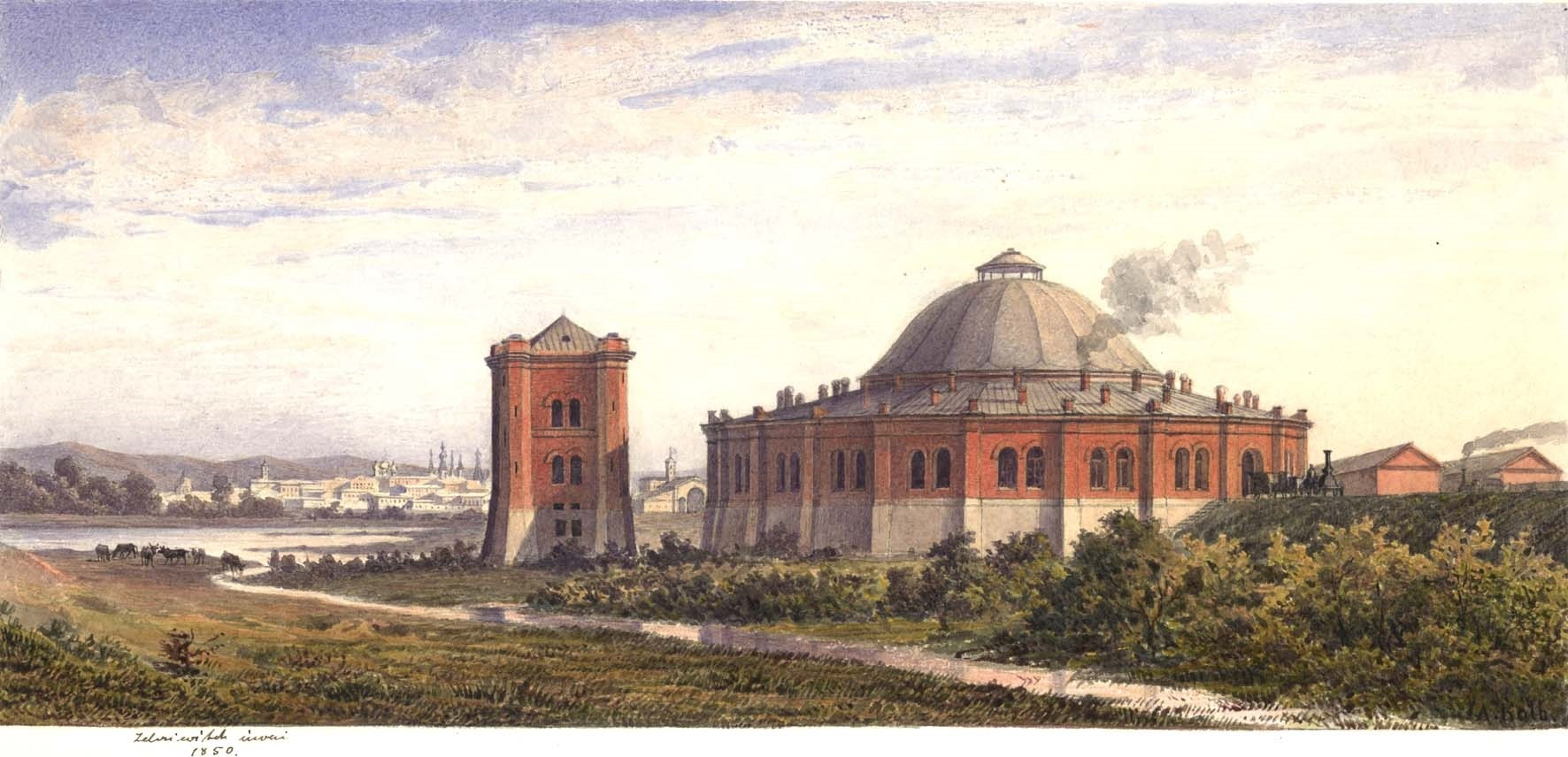
Река возле локомотивного депо Петербурго-Московской железной дороги в середине XIX века

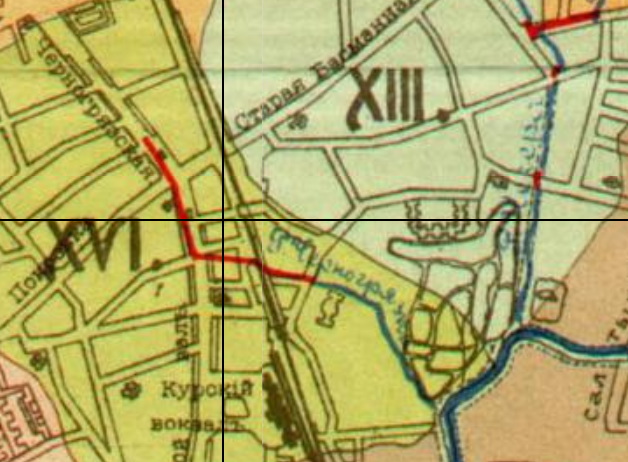
Чечёра на карте 1912 года (справа). Красным выделены коллекторы; в центре — Черногрязка. Широкая река в правом нижнем углу — Яуза

До включения в черту Москвы на реке располагались сёла Елохово (см. также Богоявленский собор в Елохове), ранее Елох (известно с XIV в.) и Красное (известно с XV в.) Название «Елохово» родственно гидрониму «Ольховка» и происходит от ольхи. Имела притоки Ольховец и Кукуй (Чечёрку); речка Черногрязка впадала в Яузу ниже устья Чечёры.
В верховьях Чечёры-Ольховки существовал Красный пруд площадью свыше 23 га, известный с 1423 года. В XVII веке на нём, по преданию, находился царский летний дворец, где любил забавляться молодой Пётр I. К северу от пруда был расположен Пушечный двор (арсенал), уничтоженный в 1812 году. В XVIII веке окрестности Красного пруда — место народных увеселений, здесь в 1759 году был построен деревянный театр труппы Локателло, обрушившийся в 1761 году.
Ниже по течению Чечёры была цепь больших и малых прудов, завершавшаяся парковым комплексом на месте нынешнего стадиона «Сокол». Всё это хозяйство не обслуживалось должным образом, в результате весенние разливы Чечёры регулярно затопляли окрестности. С постройкой трёх вокзалов и примыкающих к ним складов риск наводнений стал особо нетерпимым, земля под прудом приобрела особую цену, и в 1901—1910 город засыпал Красный пруд, а саму Чечёру заключил в подземную трубу. На месте пруда возникли лесные склады. Работы обошлись городу в 143 000 рублей, а арендная плата с лесоторговцев только за 1903—1910 составила 154 000 рублей. На карте города появился нынешний Елизаветинский переулок и Чечёрский переулок (ныне в составе Доброслободской улицы).
С конца XIX века и до создания Яузского гидроузла в 1936—1939 устья Чечёры и Черногрязки были объединены общим массивом заболоченных прудов по нынешней набережной академика Туполева.

## Коллектор
Река была частично спрятана в подземный коллектор уже в начале XX века. При постройке Сыромятнического гидроузла уровень Яузы в районе устья повысился из-за подпора гидроузла. Поэтому в 1938 году коллектор был перестроен так, что вместо впадения в Яузу около Елизаветинского переулка, Чечёра в коллекторе стала идти параллельно Яузе, Черногрязка стала впадать в Чечёру, и их общее устье оказалось чуть ниже плотины гидроузла.
В верховьях (до соединения с ручьём Ольховцом) представлен арочным сечением высотой 1,5 м, переходящим в прямоугольник высотой 1,2 м. Далее тянется кирпичный коллектор диаметром 1,8—1,9 м. Дно либо покрыто крупным мусором, либо изрезано канавками в кирпичном дне.